# 宗檜村
宗檜村（むねひむら）は奈良県中部、吉野郡に属していた村。現在の五條市西吉野町の一部にあたる。

## 歴史
- 1889年（明治22年）4月1日 - 町村制の施行により、吉野郡 勢井村、西日裏村、川股村、平雄村、茄子原村、本谷村、永谷村、立川渡村、宗川野村、西野村、阪巻村、城戸村、川岸村、陰地村、津越村、大峯村、檜川迫村が合併し、宗檜村が成立。
- 1959年（昭和34年）4月1日 - 白銀村、賀名生村と合併して西吉野村が発足。同日宗檜村廃止。

## 交通

### 鉄道路線
村内を通過する鉄道路線なし

### 道路
- 二級国道168号（現：国道168号）